# Octochaetus kapitiensis
Octochaetus kapitiensis är en ringmaskart som beskrevs av Lee 1959. Octochaetus kapitiensis ingår i släktet Octochaetus och familjen Acanthodrilidae. Inga underarter finns listade i Catalogue of Life.